# Shelly (Minnesota)
Shelly – miasto w Stanach Zjednoczonych, w stanie Minnesota, w hrabstwie Norman.